# Syrisches Waisenhaus

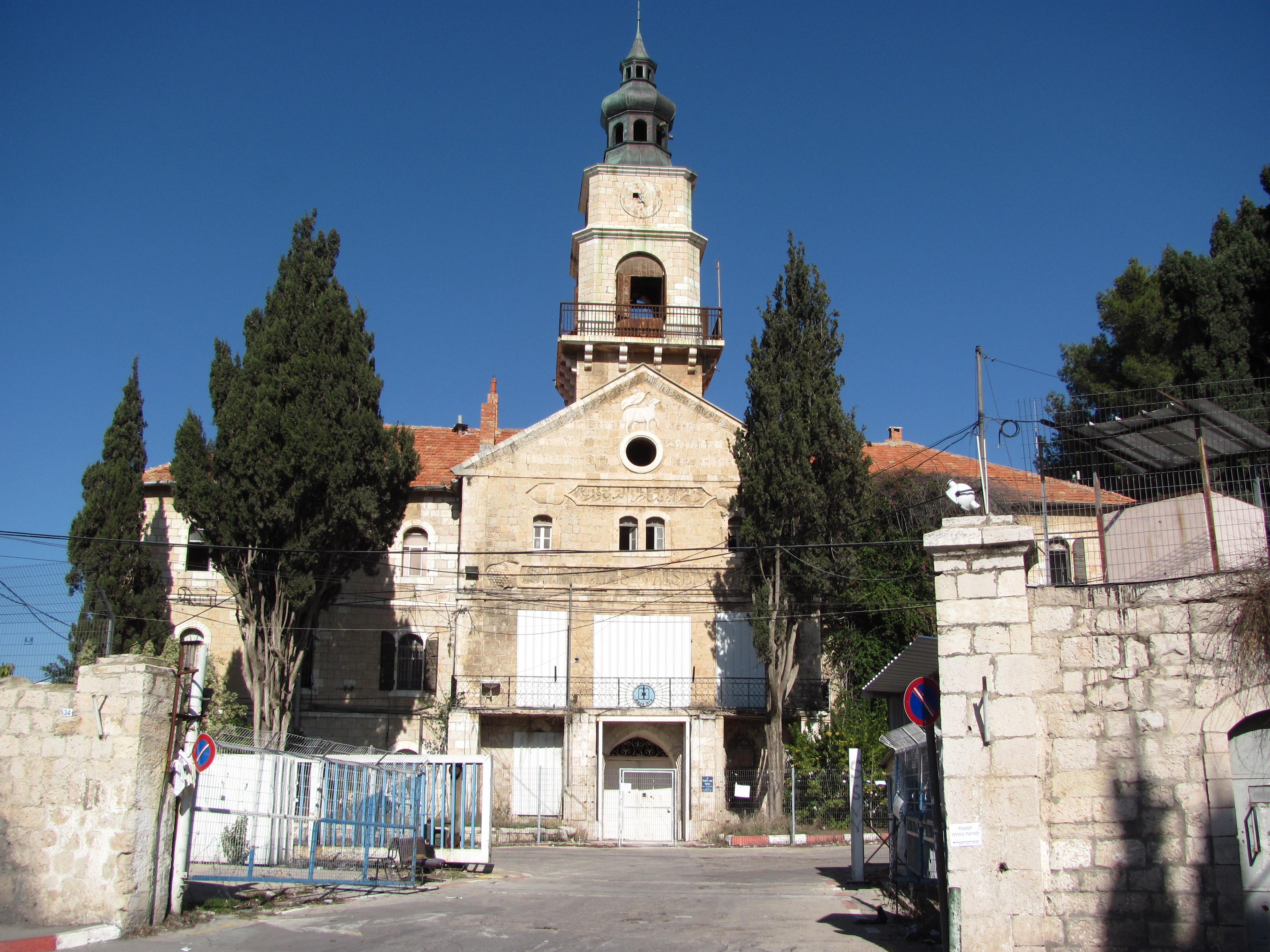
Schneller-Schule (2011)

Das Syrische Waisenhaus war eine missionarisch-diakonische Einrichtung in Jerusalem, deren Wurzeln in der Aufnahme mehrerer Waisenkinder am 11. November 1860 durch Johann Ludwig Schneller liegen.

## Die Anfänge

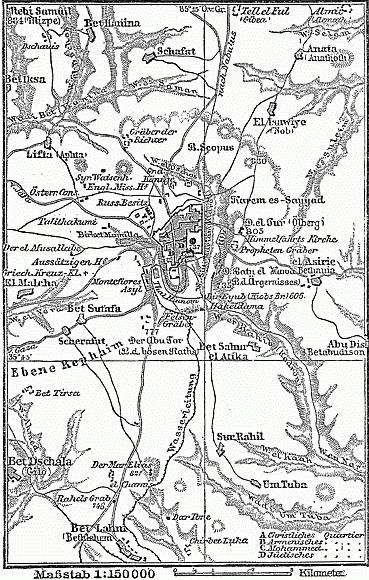
Jerusalem 1888. Das Syrische Waisenhaus befindet sich nordwestlich vom Stadtgebiet.

Der Lehrer und Missionar Johann Ludwig Schneller kam 1854 nach Jerusalem, um das dortige Brüderhaus der Pilgermission St. Chrischona wieder zu gründen und zu leiten. 1855 begann er mit selbständiger Missionstätigkeit und gelangte in diesem Rahmen in den – damals syrischen – Libanon. Dort kam es 1860 zum Bürgerkrieg im Libanongebirge zwischen Drusen und Maroniten. Schneller nahm sich mit seiner Frau mehrerer Waisenkinder an und brachte sie am 11. November 1860 nach Jerusalem. Damit begann der Aufbau eines Waisenhauses. 1861 wurde ein Unterstützungskomitee aus Vertretern der evangelischen Gemeinde Jerusalems, darunter der evangelisch-anglikanische Bischof von Jerusalem, Samuel Gobat (1799–1879), gegründet.

## 1860–1896: Die Entwicklung unter Johann Ludwig Schneller
Ein Leitsatz Schnellers lautete: „Was ist bildsamer, was ist verheißungsvoller als ein Kind?“
Johann Ludwig Schneller konnte bis zu seinem Tod dort wirken und eine weit verzweigte Arbeit aufbauen. Die Massaker an den Armeniern 1894–1896 machte sein Engagement nochmals dringlicher, so dass seine Söhne Theodor und Ludwig nach seinem Tod die Arbeit fortführten.
1884–1886 gehörte Johannes Lepsius dem Vorstand des Syrischen Waisenhauses an.

## 1896–1935: Die Entwicklung unter Theodor Schneller
Um 1900 war das Gebiet des Syrischen Waisenhauses fast so groß wie das bebaute Stadtgebiet Jerusalems. – Mit seinem Einsatz wurde Schneller zum Wegbereiter diakonischer und missionarischer Aktivitäten im Nahen Osten. Nachdem ein Feuer die Kapelle des Syrischen Waisenhauses zerstört hatte, fertigte der bayerische Pfarrer Georg Bickel (1862–1924) ein neues Gemälde für das Jerusalemer Gotteshaus an. Es zeigte die Himmelfahrt Jesu Christi.

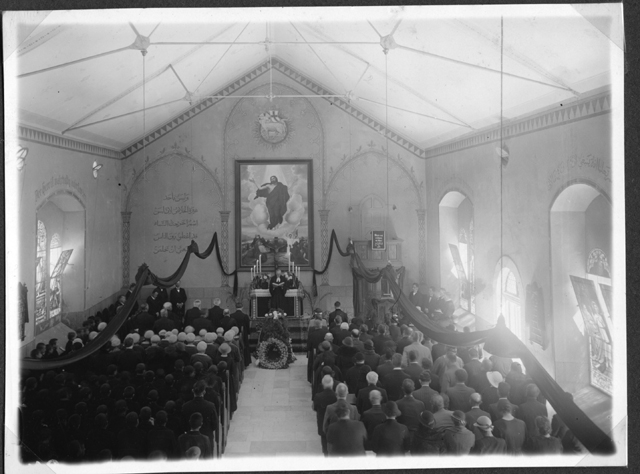
Die Kapelle des Syrischen Waisenhauses im Jahr 1935 mit dem Altargemälde Bickels

 Als das Jerusalemer Gelände des Syrischen Waisenhauses im Zuge des jüdisch-arabischen Krieges von 1948/49 von israelischen Truppen besetzt wurde, verbrachte man Bickels Gemälde in die Theodor-Schneller-Schule nach Amman, wo es bis heute hängt. Der Schneller-Altar durfte gemäß israelischem Gesetz als „Antiquität“ nicht außer Landes gebracht werden. Er wurde mit einem Holzverschlag ummantelt und vergessen.
Nach dem Ersten Weltkrieg stand das Syrische Waisenhaus von 1918 bis 1923 unter der Verwaltung des amerikanischen Near East Relief.

## 1935–1940: Entwicklung bis zur Auflösung
Im Todesjahr Theodor Schnellers, 1935, begannen Juden in Reaktion auf den Boykott jüdischer Geschäfte in Deutschland deutsche Waren zu boykottieren. Dadurch wurde das Waisenhaus ebenso schwer getroffen wie durch das deutsche Verbot, Devisen ins Ausland zu transferieren. Die Arbeit musste in den Außenstellen Bir Salem und Nazareth zeitweise eingestellt werden und die Jerusalemer Einrichtung musste verkleinert werden.
Die Beschlagnahmung des Geländes durch die britische Verwaltung im Mai 1940 bedeutete das Ende des Syrischen Hauses in Jerusalem, das bis dahin fast durchgängig durch Angehörige der Familie Schneller geleitet worden war. Das Seminar konnte noch zwei Jahre in Betlehem weiterarbeiten; dann wurde es per Dekret aufgelöst. Allein das Heim in Nazaret bestand bis 1948 weiter.

## Gelände in Jerusalem
Das Gelände wurde nach der Beschlagnahme in ein britisches Militärlager umgewandelt und beherbergte das größte Munitionsdepot im Nahen Osten. Im März 1948 verließen die Briten das Gelände. Die Etzioni-Brigade nutzte den Gebäudekomplex im israelischen Unabhängigkeitskrieg 1948/49 als Operationsbasis. Anschließend ging es in den Besitz des Staates Israel über.
In Israel erweckt das Syrische Waisenhaus aufgrund des Denkmalschutzpotentials starkes öffentliches Interesse. Das Gebäude wurde bereits in den 1980er Jahren in die Liste der 110 bedeutendsten historischen Stätten Jerusalems aufgenommen. Die israelischen Streitkräfte räumten das Gelände 2008. Die Stadtbehörde bewilligte den Bau von Wohnanlagen und eines Parks unter Erhalt der historischen Gebäude. 2013 wurde der Komplex an einen Bauunternehmer verkauft. Bei Erdarbeiten entdeckten Archäologen 2015/2016 antike Überreste, unter anderem ein römisches Badehaus und eine große Weinproduktionsstätte der 10. Legion.

## 1951: Die Schneller-Schulen als Nachfolgeeinrichtungen
Nach dem Zweiten Weltkrieg wurde die Einrichtung in Schneller-Schulen umbenannt.
1951 verlegte der Lutherische Weltbund die Einrichtung kurzzeitig nach Betlehem. Die Söhne Theodor Schnellers, Hermann und Ernst, konnten aber schließlich noch die Arbeit fortsetzen. Hermann ging im Jahr 1951 mit den verbliebenen Kindern aus der Betlehemer Einrichtung zunächst nach Amman und schließlich in die libanesische Bekaa-Ebene. Unweit von Zahlé, in Khirbêt Qanafâr (Khirbet Kanafar), konnte am 24. März 1952 die Johann-Ludwig-Schneller-Schule eröffnet werden. Sie wird von der National Evangelical Church of Beirut getragen.
Ernst Schneller, der 1949 die Leitung des Evangelischen Vereins für das Syrische Waisenhaus in Köln von seinem Onkel Ludwig Schneller übernahm, gehörte zu den Initiatoren der Theodor-Schneller-Schule im jordanischen Amman. Dazu ging er von Köln nach Amman. Diese Schule, welche 1959 gegründet wurde, ist in ihrer Konzeption dem Syrischen Waisenhaus vergleichbar; auf einem weiten Gelände vereint sie Schulen, Heime, Werkstätten und Landwirtschaft. Die Trägerschaft liegt beim Bischof der Episcopal Church in Jordanien.
Die Schneller-Schulen wurden 2004 von etwa 700 Kindern und Jugendlichen besucht, davon wurden rund 180 Fünf- bis 21-Jährige an der Johann-Ludwig-Schneller-Schule unterrichtet. Viele der Schüler leben in einem der angeschlossenen Internate. Christen und Muslime stellen etwa gleich große Religionsgruppen unter den Schülern.
Während der israelischen Bombardierung des Libanons im Sommer 2006 fanden 226 Frauen und Kinder Aufnahme in der Johann-Ludwig-Schneller-Schule, die zum Flüchtlingszentrum im südlichen Libanon geworden war.
Derzeit wird die Johann-Ludwig-Schneller-Schule im Libanon von Pfarrer George Haddad, die Theodor-Schneller-Schule in Amman von Pfarrer Khaled Freij geleitet.

## Evangelischer Verein für die Schneller-Schulen e. V. (EVS)
Der Evangelische Verein für die Schneller-Schulen e. V. (EVS) unterstützt und begleitet die Arbeit der Johann-Ludwig-Schneller-Schule im Libanon und die Theodor-Schneller-Schule in Jordanien.
Erziehung zum Frieden im Nahen Osten ist eine Idee, die Johann Ludwig Schneller schon 1860 mit der Gründung des Syrischen Waisenhauses umsetzte. Er gab Waisenkindern und Kindern aus armen Familien ungeachtet ihrer Religion ein Zuhause, ermöglichte ihnen eine Schul- und Berufsausbildung und bot ihnen so die Chance auf ein eigenständiges Leben. Diese Idee zu unterstützen, darin sieht der EVS auch heute noch seine besondere Aufgabe.
Neben dem Bemühen um Spenden für die beiden Schneller-Schulen in Jordanien und dem Libanon, informiert der Verein bei Veranstaltungen und in seinen Publikationen, insbesondere im Schneller-Magazin, das vier Mal im Jahr erscheint, über Kirchen und Christen im Nahen Osten.
Bis 1994 hieß der EVS Verein für das Syrische Waisenhaus. Dieser Verein für das Syrische Waisenhaus wurde von Ludwig Schneller mit Sitz in Köln ins Leben gerufen, um die Einrichtungen zu begleiten und zu fördern. Der EVS ist ein Gründungsmitglied der Evangelischen Mission in Solidarität – Gemeinschaft evangelischer Kirchen und Missionen und versteht seine Arbeit als Teil der weltweiten ökumenischen Beziehungen in der EMS-Gemeinschaft. Er arbeitet partnerschaftlich mit den Trägerkirchen der Schneller-Schulen zusammen, die beide Mitgliedskirchen der EMS sind.